# Ško-Energo Aréna
La ŠKO-ENERGO Aréna, est une patinoire située à Mladá Boleslav en République tchèque. 

## Présentation
La patinoire de plein air construite à Mladá Boleslav et offrant une capacité de 10 372 spectateurs est inaugurée le 26 novembre 1956. Plusieurs rénovations se sont succédé : ajout d'une tribune d'environ 1 000 places en 1970 ; construction d'un toit en 1980 avec augmentation du nombre de places assises (2 372) réduisant de fait la capacité globale à 7 500 spectateurs ; modernisation des installations en 1990. En 2006, le nombre de sièges a encore augmenté de sorte qu'aujourd'hui l'aréna dispose de 3 700 places assises et 500 debout,.
En plus de la patinoire principale climatisée ayant une surface de glace standard de 60 × 30 mètres, il existe une salle latérale avec une glace de 56 × 26 mètres qui est principalement utilisée pour les entraînements et les séances publiques. 
Le complexe dispose également d'une salle de sport, d'un parking éclairé pour 400 voitures et 4 bus, d'un restaurant de 80 places avec accès Wi-Fi, trois grands écrans et des vues sur la surface de glace principale.

## Noms
Entre 2006 et 2008, la patinoire porte le nom de Zlatopramen Arena à la suite d'un partenariat de naming avec la brasserie Zlatopramen (cs), l'un des principaux sponsors du club, qui fait partie du groupe Heineken.
Entre 2008 et 2011, l'enceinte se nomme Metrostav Aréna, d'après l'entreprise de construction Metrostav (en).
Depuis 2011, elle a son nom actuel ŠKO-ENERGO Aréna : ŠKO pour le constructeur automobile tchèque Škoda et ENERGO du nom de la société de services publics de la ville de Mladá Boleslav.